# Víra

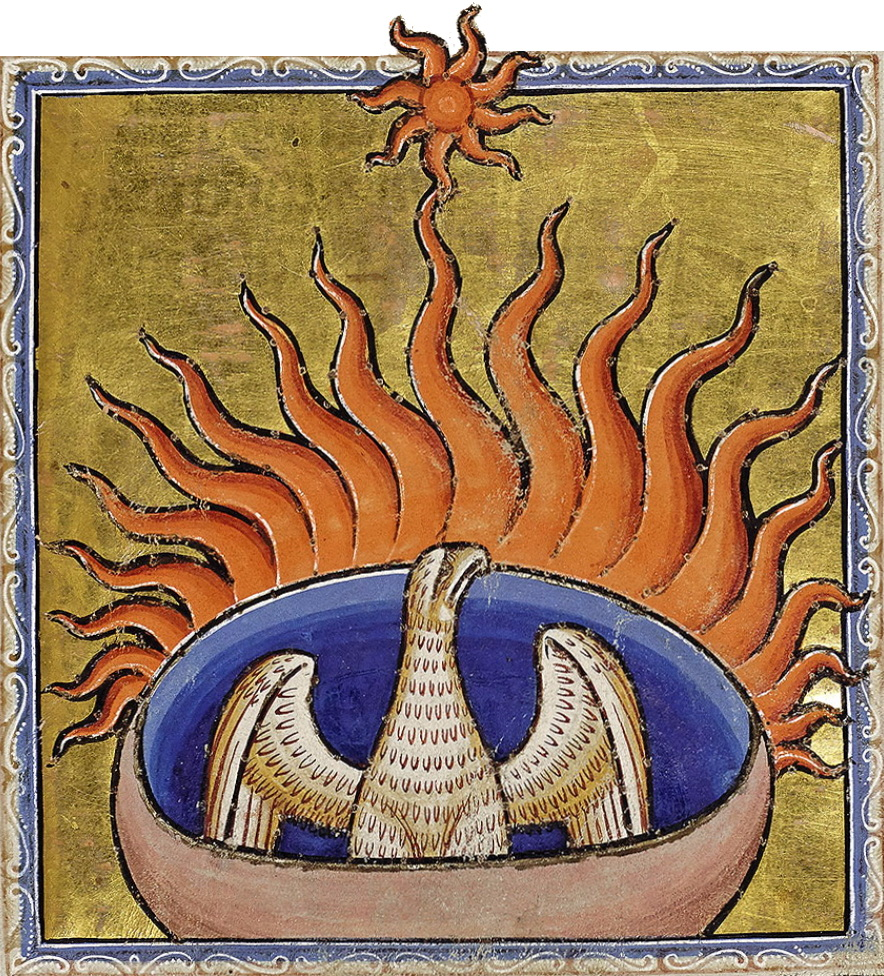
Legenda o Phoenixu stoupajícím z popela je víra ve vzkříšení.

Slovo víra a odpovídající sloveso věřit se používá ve dvou příbuzných a ne vždy přesně oddělitelných významech:
1. Epistemologický význam: přesvědčení, že něco je skutečné či pravdivé, například ve větě „Věřím, že se ta peněženka ještě najde.“ Toto přesvědčení může být jak pravdivé, tak mylné. Z toho hlediska bylo poznání některými filozofy definováno jako „odůvodněná pravdivá víra“.[pozn 1] Gramaticky tento význam obvykle odpovídá vazbám „věřit, že …,“ „věřit čemu“, v angličtině se vyjadřuje slovem belief. V běžném úzu se české slovo víra v tomto významu obvykle používá tehdy, není-li mluvčí úplně přesvědčen o realitě či pravdivosti předmětu víry, jinak by se mluvilo spíše o vědění a jistotě.
2. Psychologický a náboženský význam: celková důvěra v nějakou osobu, instituci nebo nauku. Můžeme také mluvit o důvěře např. v poznatky nebo vzpomínky, v to, že nás neklamou smysly, víra v sebe, nebo víra ve vlastní úsudek. Například „tomuto kandidátu věřím, a proto ho budu volit“ nebo „věřím v jednoho Boha“. Gramaticky tento význam obvykle odpovídá vazbám „věřit v co,“ „věřit komu“, v angličtině se vyjadřuje slovy faith a trust. V tomto významu se slovo víra obvykle používá k vyjádření vysokého stupně důvěry.

Kromě toho se podstatné jméno víra přeneseně používá i ve významu náboženství nebo konfese („přestoupit na jinou víru“), ve starší češtině mohlo znamenat i věrnost nebo úvěr.

## Židovství a křesťanství

### Hebrejská bible
V hebrejské bibli (tanach) existuje pro víru slovo emuna (אֱמוּנָה) – z pasivní formy (נֶאֱמָן důvěryhodný) – které má význam:
- důvěra či jistota ohledně jednání Boha a jeho slova.

Toto pojetí vyplývá ze vztahu mezi Hospodinem a Izraelem, definovaném smlouvou. Abrahám přemlouvá Boha, aby nezničil Sodomu a Gomoru, Mojžíš přesvědčuje Hospodina, aby s Izraelity nejednal příliš tvrdě. Bůh v takovém vztahu víry stojí jako partner, s nímž je možno mluvit, či podle jiného názoru zápolit (srov. Jákobův zápas s andělem u doubravy Mamre[zdroj?], kde jej Bůh přejmenuje na Izrael, tj. zápasí Bůh či podle jiného názoru zápolí s Bohem; Genesis 32). V tomto původním biblickém slova smyslu víra není zastávání určitých názorů, „nýbrž odvaha vkročit do prostoru tajemství“. Proto například u rabi Nachmana stojí proti sobě rozum a víra v nesmiřitelném protikladu, ačkoliv samotná emuna je jinak v judaismu často chápana též ve smyslu rozumového stvrzení zjevené pravdy a tradice vyvozené z Tóry.

### Nový zákon
Slovo víra, v Novém zákoně v řecké podobě pistis (πίστις) v sobě nese ideu důvěry, jistoty, pevného přesvědčení, někdy též věrnosti.
Význam tohoto řeckého pojmu nám odhalují nalezené papyry s obchodními dokumenty, ve kterých je smlouva výměnou jistot, které zaručují budoucí přesun majetku, který smlouva popisuje. Tyto jistoty se právě skrývají pod pojmem πίστις, jehož používá např. i novozákonní list Židům, který obsahuje pojednání o víře: „Věřit Bohu znamená spolehnout se na to, v co doufáme, a být si jist tím, co nevidíme (Židům 11,1).“
Stručně řečeno je v Novém zákoně víra spolehnutím se na Boží sebezjevení člověku, zvláště ve významu důvěry v zaslíbení, která Písmo obsahuje. Takový pojem víry je velmi blízký představě víry v hebrejských posvátných spisech.
Novozákonní autoři však staví rovnítko mezi víru v Boha a víru v Ježíše. Janovo evangelium právě tuto víru v Ježíše zdůrazňuje: „Toto je skutek, který žádá Bůh: abyste věřili v toho, koho on poslal“ (tj. Ježíše Krista, Jan 6,29). Věřit v Krista znamená zde téměř totéž jako přijímat Krista. Termín se velmi často objevuje i v souvislosti s misijní činností církve. Jak píše současný německý teolog Walter Kasper:
Víra je tu terminus technicus pro odpověď na zvěstování evangelia; pochází ze slyšení a je proto poslušností vůči slovu zvěstování jako dobré zvěsti o Božích skutcích spásy v Ježíši Kristu (Řím 10,17).

### Katolictví
Katolická církev chápe víru nejen jako přesvědčení o existenci Boha, ale také jako plné podřízení svého rozumu a vůle Bohu. Víra je chápána jako lidský úkon, ale zároveň také milost (Boží dar), protože víra není založena na základě logiky. Víra v tomto pojetí od člověka nevyžaduje, aby se zbavil rozumu, ale aby se zbavil zpupnosti rozumu a osvobodil se tak „od iluze, že hloubku pravdy může plně uchvátit svým věděním a převést ji do svého vlastnictví a své režie.“
Katolická církev klade důraz na praktické propojení se životem podle listu Jakubova: „Stejně tak i víra, není-li spojena se skutky, je sama o sobě mrtvá“ (Jak 2,17). Životní projevy křesťana jsou podle tohoto pohledu projevem jeho víry, tzn. součástí víry. Ta se nechápe pouze jako vnitřní postoj, ale jako vnitřní postoj, který se projevuje činy. Tímto se oproti luterskému sola fide staví katolické „nejen, ale i“.
Jako ctnost je považována víra, která věří v existenci Boha, v jeho slova (Bibli) a věrouku církve (tradovaný výklad) a která se projevuje snahou poznat Boží vůli a plnit ji, což se pak projevuje láskou. Víra katolické církve je stručně shrnuta v krédech.

### Pravoslaví
Pravoslavné církve obecně mají podobný náhled na pojetí víry jako katolíci, avšak nemají jednotnou světskou hlavu, ale fungují jako autokefální či autonomní společenství církví.

### Protestantství
Protestantští reformátoři pojímají víru jako druh poznání, jehož předmětem je Boží slovo a na němž závisí spása člověka. Víra přijímá a věří v Boží slovo s jistotou, že je pravdivé. Zvláštní úkon víry však má jako svůj předmět osobu a činnost Ježíše Krista. Specifikem protestantského pohledu je, že pouhou vírou je člověk coby hříšník ospravedlněn před Bohem (viz sola fide). Autorem této víry v člověku je Duch Svatý, který zjevuje pravdu a ručí za její hodnověrnost. Základem pro tuto víru je svědectví Boha, nikoli logika věci či její rozumnost, ale prostý fakt, že toto slovo promlouvá Bůh: „Toto praví Hospodin.“